# Lirula
Lirula Darker – rodzaj grzybów z rodziny łuszczeńcowatych (Rhytismataceae).

## Systematyka i nazewnictwo
Pozycja w klasyfikacji według Index Fungorum: Rhytismataceae, Rhytismatales, Leotiomycetidae, Leotiomycetes, Pezizomycotina, Ascomycota, Fungi.
Synonim: Daedala Hazsl. 1887.

## Gatunki występujące w Polsce
- Lirula macrospora (R. Hartig) Darker 1967 – wywołuje górską osutkę świerka
- Lirula nervisequa (DC.) Darker 1967 – wywołuje osutkę zwyczajną jodły

Nazwy naukowe według Index Fungorum. Wykaz gatunków według M.A. Chmiel, nazwy chorób według pracy „Rozpoznawanie chorób infekcyjnych drzew leśnych.